# Green Petroleum

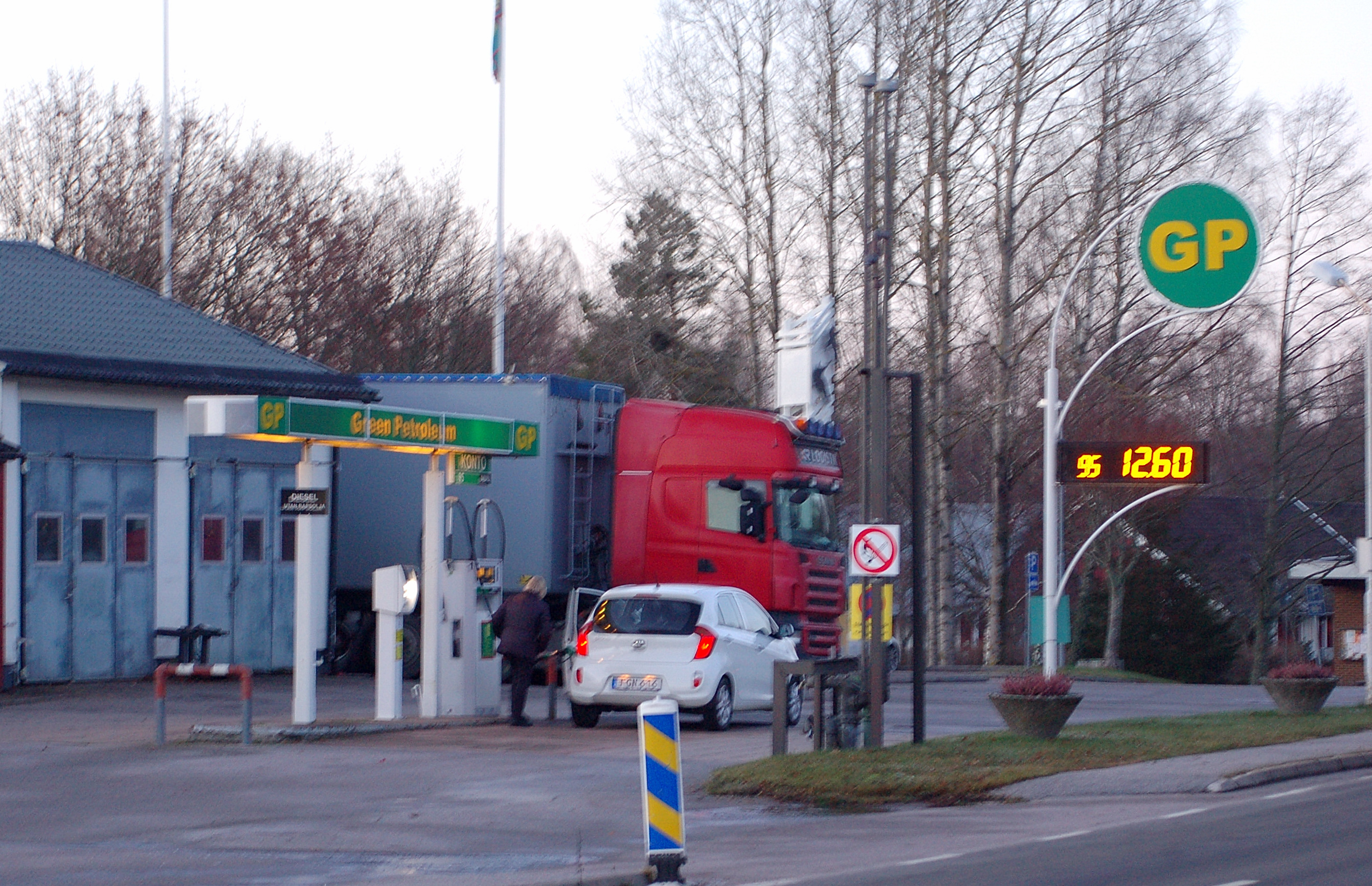
Bensinstation i Sjötorp

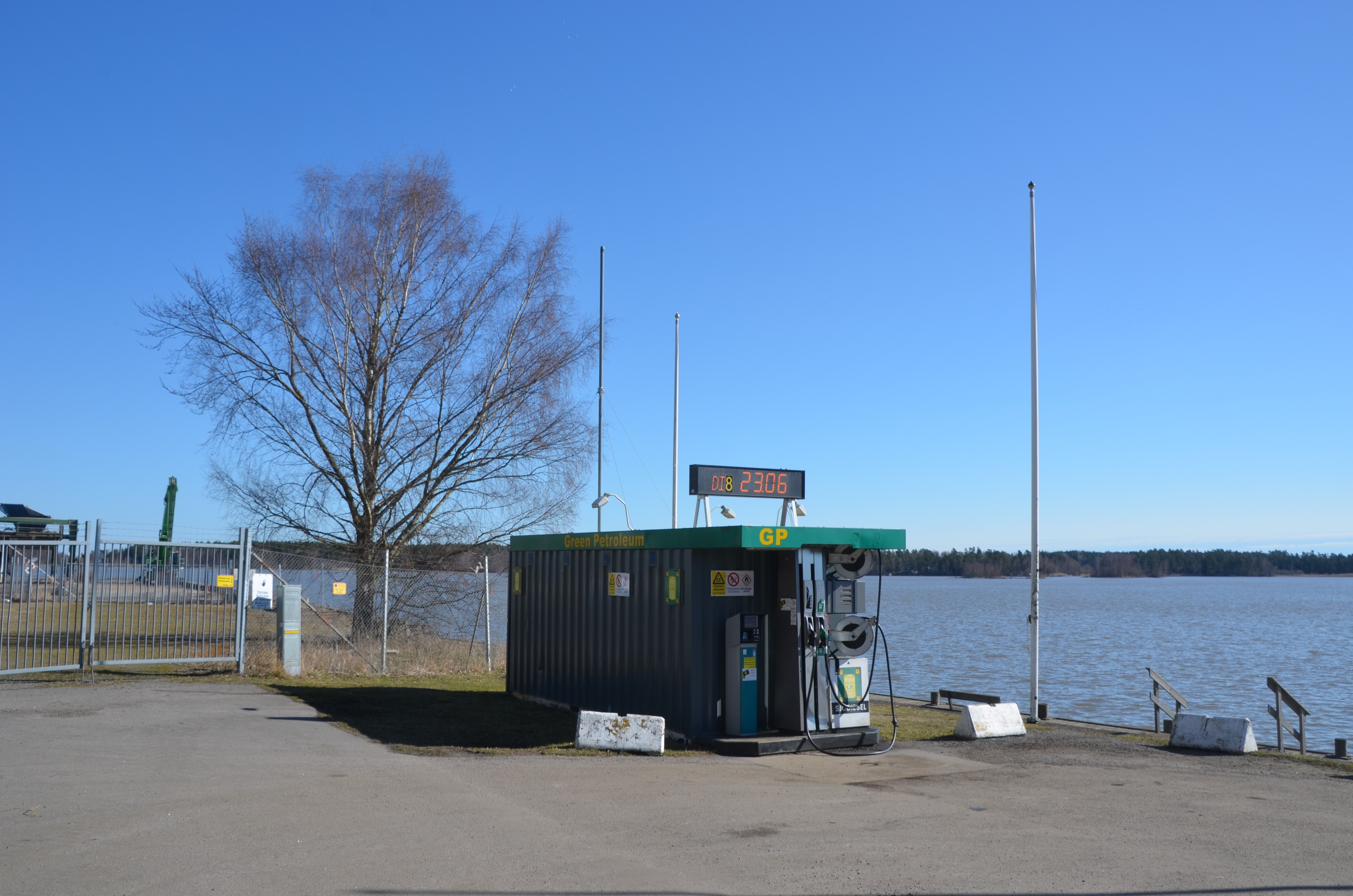
Kombinerad bensinstation för vägfordon och båtar i Hönsäters hamn i Hällekis

PR Green Petroleum AB är ett svenskt företag för försäljning av fordonsbränsle och eldningsolja.
PR Green Petroleum AB grundades av Peter Nordh 2008, då han köpte ut den nedlagda macken i Gudhem. Företaget hade 2017 ett trettiotal bensinstationer, varav många är mackcontainrar. Företaget använder sig av en variant av en 20 fotscontainer, med två tankar på nio kubikmeter vardera och en drivmedelspump för två olika kvaliteter av drivmedel. 
Green Petroleum sysselsätter i dag sju personer. Företaget är främst verksamt i Mellansverige. I Hällekis,  Otterbäcken och Sjötorp finns mackar med tankning av diesel också för båtar.